# P-1
Il missile sovietico P-1 (chiamato anche KSShch - Korabelny snaryad Shchuka, ovvero missile antinave Shchuka, Strela e Shchuka-A, ricevette il codice GRAU 4K32) risale alla fine degli anni cinquanta. In Occidente era noto con il nome in codice NATO di SS-N-1 Scrubber, e rimase in servizio fino al 1977.

## Tecnica
L'SS-N-1 Scrubber era un missile da crociera in grado di imbarcare una testate nucleare. La sua gittata effettiva era nell'ordine dei 40 chilometri, con sistema di guida era inerziale. Il lancio avveniva grazie ad una rotaia (chiamata SM-59).
Il missile venne sperimentato nel 1957-1958 a bordo del cacciatorpediniere Bedovyy (classe Kildin).

## Utilizzo
Questo missile entrò in servizio operativo nel 1958 a bordo dei cacciatorpediniere classe Kildin e Kanin. Era sistemato all'interno di un hangar corazzato.
L'SS-N-1 divenne ben presto obsoleto, e fu radiato definitivamente nel 1977, al termine del processo di ammodernamento delle unità su cui era imbarcato. Fu sostituito dall'SS-N-2 Styx sui Kildin e da armi antisommergibili ed antiaeree sui Kanin.